# 安東·烏爾里希 (薩克森-邁寧根)
安東·烏爾里希（德語：Anton Ulrich，1687年10月22日—1763年1月27日），薩克森-邁寧根公爵，1746年至1763年在位。
安東·烏爾里希於1687年10月22日出生在邁寧根，他是薩克森-邁寧根公爵博恩哈德一世和他的第二任妻子不倫瑞克-沃爾芬比特爾的伊莉莎白·艾蕾諾爾的第二名兒子但在世上的長子（按出生順序排列，他是第八名孩子）。
當他的父親於1706年去世時，根據他的遺囑，公國不應該在他的繼承人之間分配。然而，由於缺乏長子繼承規則，安東·烏爾里希和他的兩個同父異母的兄長恩斯特·路德維希和腓特烈·威廉不得不共同統治。這導致恩斯特·路德維希一世和安東·烏爾里希之間的衝突，直到前者於1724年去世。然而，混亂仍在繼續，因為現在弗里德里希·威廉和安東·烏爾里希發布相互矛盾的法令。
1711年，安東·烏爾里希在荷蘭秘密結婚，大部分時間住在阿姆斯特丹。由於安東·烏爾里希的姨媽伊麗莎白·克莉絲丁是皇帝查理六世的妻子，因此查理六世使安東·烏爾里希的後代有權繼承的努力方面取得一些進展。可惜皇帝查理六世去世後，新任神聖羅馬帝國皇帝查理七世統治下，安東·烏爾里希的十個孩子被發現沒有資格在1744年繼承王位。那年早些時候，安東·烏爾里希的妻子菲律賓·伊麗莎白·凱撒去世。1746年，兄長腓特烈·威廉去世，安東·烏爾里希成為唯一的薩克森-邁寧根公爵。儘管他在魏瑪和哥達的親戚在他死後已經在討論薩克森-邁寧根的劃分，但安東·烏爾里希再次結婚並成功生育另外八個孩子——他們都有資格繼承。
在繼承公國後，安東·烏爾里希立即離開邁寧根，在法蘭克福建立他的官邸，並一直住在那裡直到1763年1月27日去世。

## 家庭
1711年1月，安東·烏爾里希與他最愛的妹妹伊麗莎白·歐內斯汀的侍女菲律賓·伊麗莎白·凱撒秘密結婚。 這段婚姻是不平等的，但她在1727年被封為公主。他們有十名孩子，都被封為薩克森-邁寧根王子/公主。
1750年，安東·烏爾里希在巴特洪堡與黑森-菲利普斯塔爾的夏洛特·阿瑪莉埃結婚，兩人共有2子3女：
1. 夏洛特（1751年—1827年）
2. 路易絲（1752年—1805年）
3. 卡爾·威廉（1754年—1782年）
4. 格奧爾格一世（1761年—1803年）
5. 阿瑪莉埃（1762年—1798年）